# Choe Hyon
Choe Hyon (Hunchun, 6 maggio 1907 – Pyongyang, 10 aprile 1982) è stato un generale e politico nordcoreano.
Divenne uno dei più importanti capi militari della resistenza armata in Manciuria. I suoi meriti superarono quelli di Kim Il-sung, incluso il comando delle truppe nella battaglia di Pochonbo, in seguito attribuito a Kim nella propaganda nordcoreana. I due erano, tuttavia, amici intimi durante e dopo gli anni della guerriglia. Dopo la liberazione della Corea, i soldati scelsero tra di loro Kim come leader della Corea del Nord, anche se Choe era più anziano di lui e aveva un grado più alto nel Partito Comunista Cinese (PCC).
In Corea del Nord, Choe assunse il comando del reggimento Kanggye della 1ª divisione dell'esercito popolare coreano (KPA) appena organizzato. Durante la guerra di Corea, comandò il II Corpo del KPA. Appena il conflitto finì, a Choe furono assegnati incarichi nella politica, incluso l'ufficio al Ministero delle forze armate popolari, che ricoprì dal 1968 al 1976. Durante questo periodo, diversi ex soldati furono epurati, ma ciò a Choe non accadde grazie alla sua intima amicizia con Il Fondatore della Patria.

## Primi anni
Choe Hyon nacque il 6 maggio 1907 a Hunchun, Jilin, in Cina. Il padre di Choe, Choe Hwa-shim, aveva servito nell'Unità Hong Beomdo dell'Esercito per l'Indipendenza Coreana all'inizio del 1900. Secondo le fonti, sua madre morì nel 1920 dopo che i giapponesi invasero la Manciuria per sopprimere il Movimento del 1 marzo.
I giapponesi arrestarono Choe nel 1925 e lo misero in prigione a Yanji per sette anni. Dopo il suo rilascio, Choe si unì al movimento di guerriglia anti-giapponese nel luglio 1932. Successivamente, combatté come guerrigliero nella lotta anti-giapponese. Choe servì anche nell'88ª brigata sovietica e nell'Esercito popolare cinese, il che lo fece diventare un importante membro del PCC.
La battaglia di Pochonbo del 1937 è molto importante nel culto della personalità di Kim Il-sung poiché la vittoria è attribuita a lui. Alcune prove, tuttavia, portano alla conclusione che sia stato Choe Hyon, non Kim, a comandare le truppe che hanno fatto irruzione a Pochonbo. Secondo quanto riferito, Choe guidò anche le truppe in battaglia a Musan e Gansanbong.
Il professore di storia Dennis Halpin afferma nel suo libro The National Interest che "Choe Hyon potrebbe essere stato il leader chiave nel lotta coloniale anti-giapponese in Manciuria e lungo il confine coreano". Secondo Halpin, ciò scredita e diminuisce l'immagine della dinastia Kim, che infatti ha successivamente modificato le fotografie dell'epoca per enfatizzare il ruolo di Kim. Nonostante tutto va ricordato come Choe mantenne una stretta relazione d'amicizia con il Fondatore della Patria.

## Carriera dopo la liberazione della Corea
Dopo la liberazione della Corea, Choe prese parte alla fazione Guerrilla, un gruppo di circa 200 ex guerriglieri. Ci sono svariate prove che i principali guerriglieri, tra cui Kim Chaek, Kim Il, Choe Yong-gon, e lo stesso Choe Hyon, decisero fra di loro di promuovere Kim Il-sung a leader del futuro paese poco prima di tornare in Corea nel settembre 1945. Ciò sembrò in un primo momento bizzarro poiché sia Kim Chaek sia Choe Hyon avevano un rango superiore nel PCC. È stato deciso, tuttavia, che Kim Il-sung avesse una migliore reputazione e una maggiore abilità nel governare. Choe di conseguenza perse la leadership suprema del paese, ma divenne comunque parte della sua élite centrale.
Dopo la liberazione, fu organizzato l'Esercito popolare coreano e Choe divenne il comandante del reggimento Kanggye della 1 Divisione. Tale reggimento era di particolare importanza strategica a causa della sua posizione situata nella città di Kanggye. Choe guidò anche la Military Liberation College, entità che ancora tuttora addestra le forze speciali. Inoltre comandò la 2ª divisione dell'Esercito e, durante la guerra di Corea, il II Corpo.

### Dopo la guerra di Corea
Dopo la guerra di Corea, Choe divenne membro del 3° Comitato Centrale del Partito dei Lavoratori di Corea (WPK) nel 1956. Riuscì a salire tra i ranghi del partito verso la fine degli anni '60 a un ritmo "spettacolare". Divenne presidente della Commissione Affari Militari del partito dal 1965, ma mancava di un seggio nel Comitato politico,  al quale fu poi nominato nell'ottobre 1966 come membro a pieno titolo.Tra la fine degli anni '60 e l'inizio degli anni '70, Choe era uno degli individui più potenti della politica e dell'esercito nordcoreano. In qualità di della Commissione militare centrale, Choe era uno dei "sette uomini più potenti della Corea del Nord". In questo periodo viveva nel quartiere esclusivo di Changkwang-dong, vicino alla villa di Kim Il-sung.
Choe divenne ministro delle forze armate popolari verso la fine del 1968, succedendo a Choe Kwang. Sebbene alcuni membri della fazione Guerrilla siano stati eliminati negli anni '60, Choe mantenne la sua posizione di potere e divenne membro del Politburo al 5º Congresso del WPK nel 1970, mantenne questa posizione fino al VI Congresso del 1980. Rimase ai vertici dell'esercito fino alla sua morte.

## Eredità e morte
Choe ha pubblicato anche un'autobiografia, "Over the Mountain-Waves of Mt. Paektu". Robert A. Scalapino e Chong-Sik Lee la valutarono in modo molto critico: "Anche se molto rivelatori, alcune sezioni, in particolare sui suoi primi incontri con Kim Il-sung, sono così propagandistiche da essere in gran parte inaffidabili". Il primo incontro di Choe con Kim è infatti anche raccontato nel libro di memorie di Choe "The Unforgettable First Meeting", e nell'autobiografia di Kim Il-sung, With the Century. Tale incontro ispirò il poeta Cho Ki-chon a scrivere il suo poema epico, Mt. Paektu, nel 1947 sulla battaglia di Pochonbo. La poesia è poi risultata essere un'opera fondamentale per il culto della personalità di Kim Il-sung. La vita di Choe è anche raccontata nel film Nation and Destiny.
Choe è morto il 10 aprile 1982. Il 30º anniversario della sua morte nel 2012 è stato celebrato in modo prominente in Corea del Nord. Fu tenuto un servizio commemorativo, corone di fiori furono deposte al cimitero dei martiri rivoluzionari, e l'agenzia di stampa centrale coreana pubblicò un articolo che lodava la sua persona.
Choe è stato poi insignito del titolo di Eroe della Repubblica. Choe Hyon ebbe 2 figli: un maschio, Choe Ryong-hae, e una femmina, Gop-dan.